# Капис Сильвий
Капис Сильвий (лат. Capys Silvius) — мифический царь Альба-Лонги, один из первых персонажей римской мифологии, возникших во время включения в неё персонажей греческой мифологии из Троянского цикла. Имя Каписа основано на двух более ранних одноимённых героях: деде Энея и основателе Капуи.

## Биография
Согласно преданию, Альба-Лонга была основана Асканием как колония Лавиния. Город был столицей Латинского союза и важным религиозным центром. Альбой-Лонгой правили цари из рода Сильвиев, потомки брата или сына Аскания. Из этой династии, по материнской линии, происходили близнецы Ромул и Рем — основатели Рима. Французский историк XVIII века Луи де Бофор первым высказал мнение об искусственности списка. Эта гипотеза была поддержана последующими учёными и остаётся общепризнанной. Считается, что список служил для заполнения трёхсотлетней лакуны между падением Трои и основанием Рима. Археологические открытия XX века позволяют судить, что список был сформирован Квинтом Фабием Пиктором или кем-то из его предшественников. По мнению антиковеда Александра Грандаззи, первоначальный список был создан в середине IV века до н. э.
Капис в римской мифологии был потомком Энея и седьмым царём Альба-Лонги. Он наследовал своему отцу Атису Сильвию. Преемником Каписа стал его сын Капет Сильвий. Согласно Дионисию Галикарнасскому, Капет Сильвий правил в течение 28 лет. Антиковед Роланд Ларош отмечал, что правления четырёх царей, Атиса, Каписа, Капета и Тиберина, суммарно длились 75 лет, что составляет ровно два с половиной поколения по тридцать лет.
Капис упоминается в большинстве вариантах альбанского царского списка. Из пятнадцати проанализированных Конрадом Трибером работ царя пропускают только два труда: «Первый Ватиканский мифограф» и «Excerpta Latina Barbari». Имя царя неизменно, только в византийской средневековой хронике «Chronographeion Syntomon» его имя записано как Капос.

## Этимология имени
Согласно исследователю Робину Харду, имя альбанского царя основано на имени деда Энея — Каписа, сына Ассарака. Также его имя может отсылать на название города Капуи, который, согласно одной из легенд, был основан спутником Энея Каписом.
Теодор Момзен предполагал, что Капис был включён в царский список историком Кастором в первом веке до н. э. Гипотезу Момзена критиковал Александр Грандаззи. Последний отмечал, что Капис присутствует почти во всех известных вариантах списка царей Альба-Лонги. Это указывает на то, что он был включён в самом начале его формирования, до или одновременно с включением Энея. В то время, когда произошла «троянизация» мифов о латинских царях. Исследователь связывал этот момент с заключением союзного договора между Римом и Капуей в 343 году до н. э. Также по мнению Александра Грандаззи, использование в альбанском царском списке имён Эней, Асканий, Капис и Эпит не основывается только на упоминании в «Иллиаде». Он предполагал существование некой легендарной традиции в западных греческих колониях, где фигурируют данные герои. Эту традицию также мог использовать Вергилий, который включил в «Энеиду» всех данных персонажей.

## Надпись

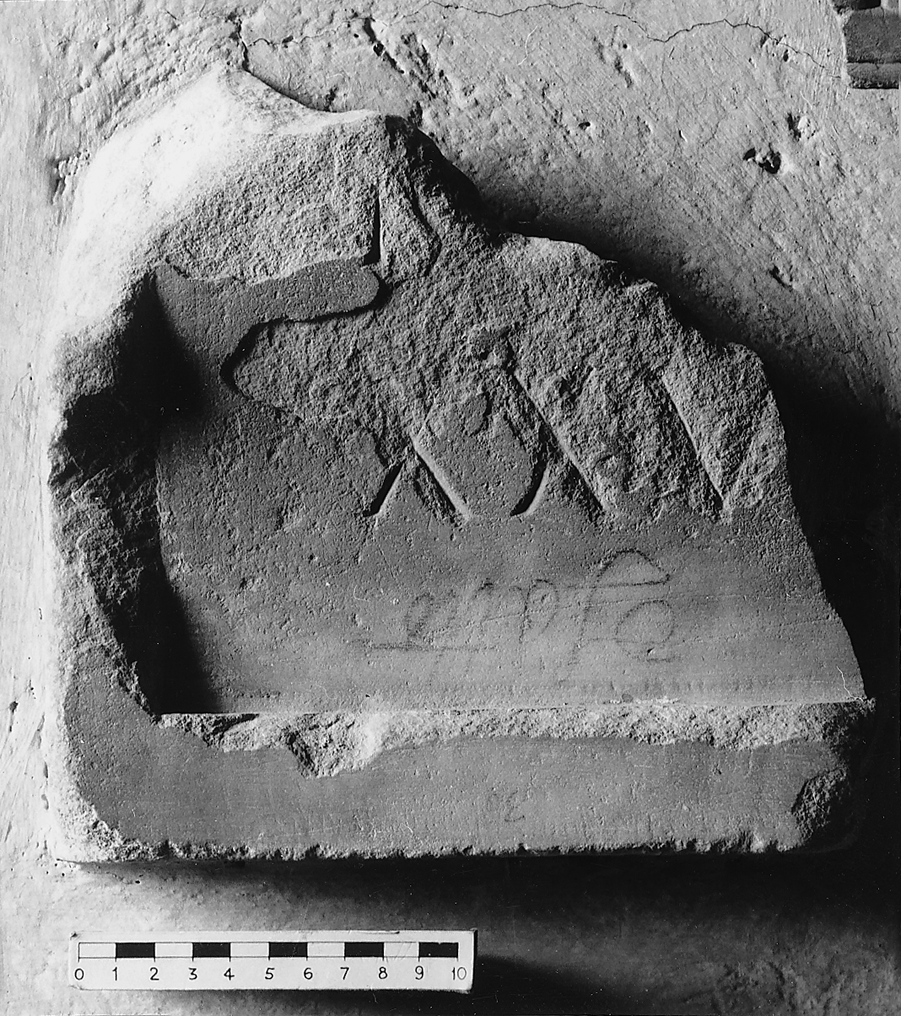
Осколок надписи с базы статуи Каписа Сильвия

Статуя Каписа Сильвия была установлена на Форуме Августа вместе со статуями остальных царей Альба-Лонги. Во время раскопок Форума был найден осколок надписи с базы статуи царя. Текст надписи был реконструирован на основании анализа всех найденных осколков. Предполагаемый текст надписи: 

[Капис Сильвий]
[Кальпета Сильвия с(ын)]
п[равил Альбой] 2[8] [ле(т) восьмой царь].
Оригинальный текст (лат.)[Capys Silvius]
[Calpeti Silvii f(ilius)]
r[egnavit Albae ann(os)] XXV[III octavus rex]

Из-за фрагментарности надписи высказывались сомнения в её атрибуции. Так Мартин Шпаннагель считал, что в надписи говорится о Марке Атии Бальбе — деде Октавиана Августа.